# Licnodamaeus fissuratus
Licnodamaeus fissuratus är en kvalsterart som först beskrevs av Balogh och Sandór Mahunka 1965.  Licnodamaeus fissuratus ingår i släktet Licnodamaeus och familjen Licnodamaeidae. Inga underarter finns listade i Catalogue of Life.